# 特雷弗尔施泰因
特雷弗尔施泰因是德国巴伐利亚州的一个市镇。总面积20.87平方公里，总人口1005人，其中男性528人，女性477人（2011年12月31日），人口密度48人/平方公里。